# 李文博 (足球运动员)
李文博（1983年12月9日—），男，辽宁沈阳人，中国足球运动员，现效力中国足球超级联赛球队上海绿地申花，司职边后卫。

## 生平
李文博自幼加入家乡球队沈阳金德青训体系，并在2003年被提升到一线队。2003年7月13日，他在沈阳金德主场0比1不敌青岛贝莱特的比赛中最后时刻替补出场，上演职业生涯首秀。 这也是他在2003赛季的唯一一次联赛出场，他在2004赛季并没有得到出场机会。2005赛季，李文博开始成长为球队的主力边卫，并在10月23日沈阳金德主场1比2不敌上海申花的比赛中射进他在职业联赛的首个进球。
2007年李文博随沈阳金德南迁长沙，2010赛季后长沙金德联赛排名垫底降级，球队被转卖到深圳成立深圳凤凰足球俱乐部参加2011赛季中甲联赛，队中大批球员离队，虽然李文博一度和家乡球队沈阳东进有联系，但最终还是选择留守球队。 赛季中，深圳凤凰又被转卖到广州成立广州富力足球俱乐部，许博在2011赛季中出场23次，全部首发，并有一球进账，最终帮助广州富力以联赛亚军的成绩重返中超。